# Alytes cisternasii
Espèce
Statut de conservation UICN

 NT  : Quasi menacé
Alytes cisternasii est une espèce d'amphibiens de la famille des Alytidae.

## Répartition

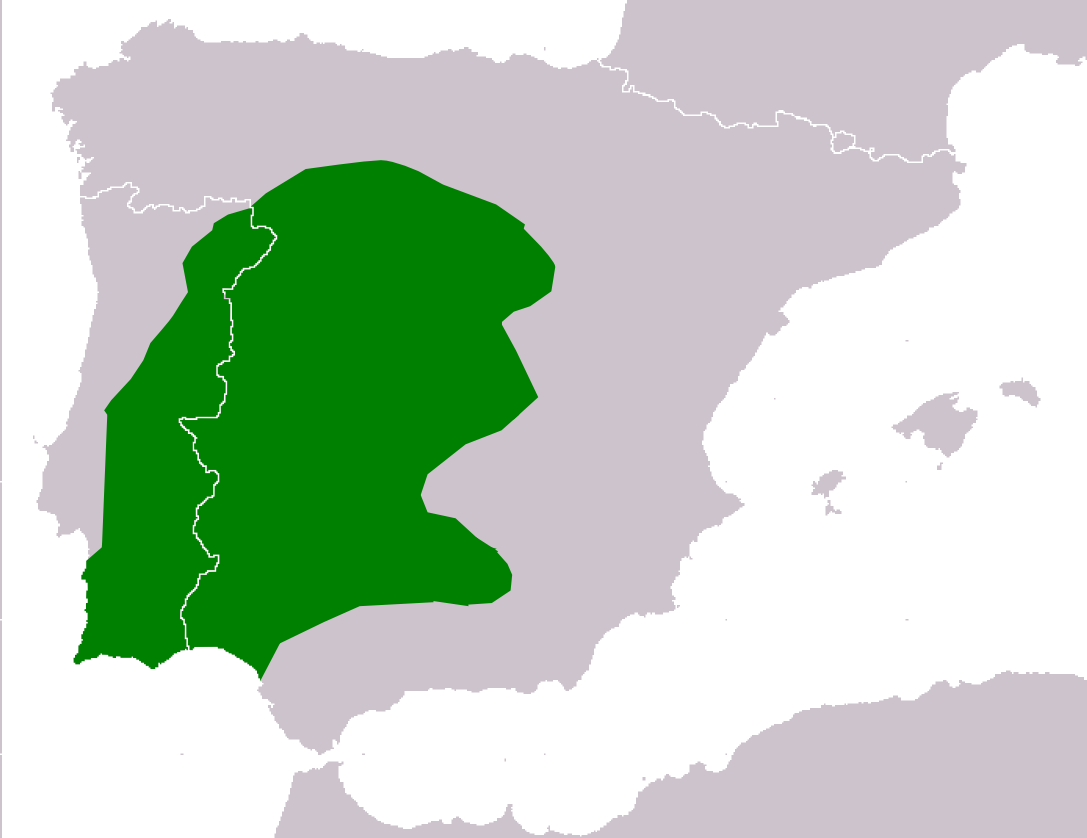
Distribution

Cette espèce est endémique du Sud-Ouest de la péninsule Ibérique. Elle se rencontre entre 100 et 1 300 m d'altitude.

## Description

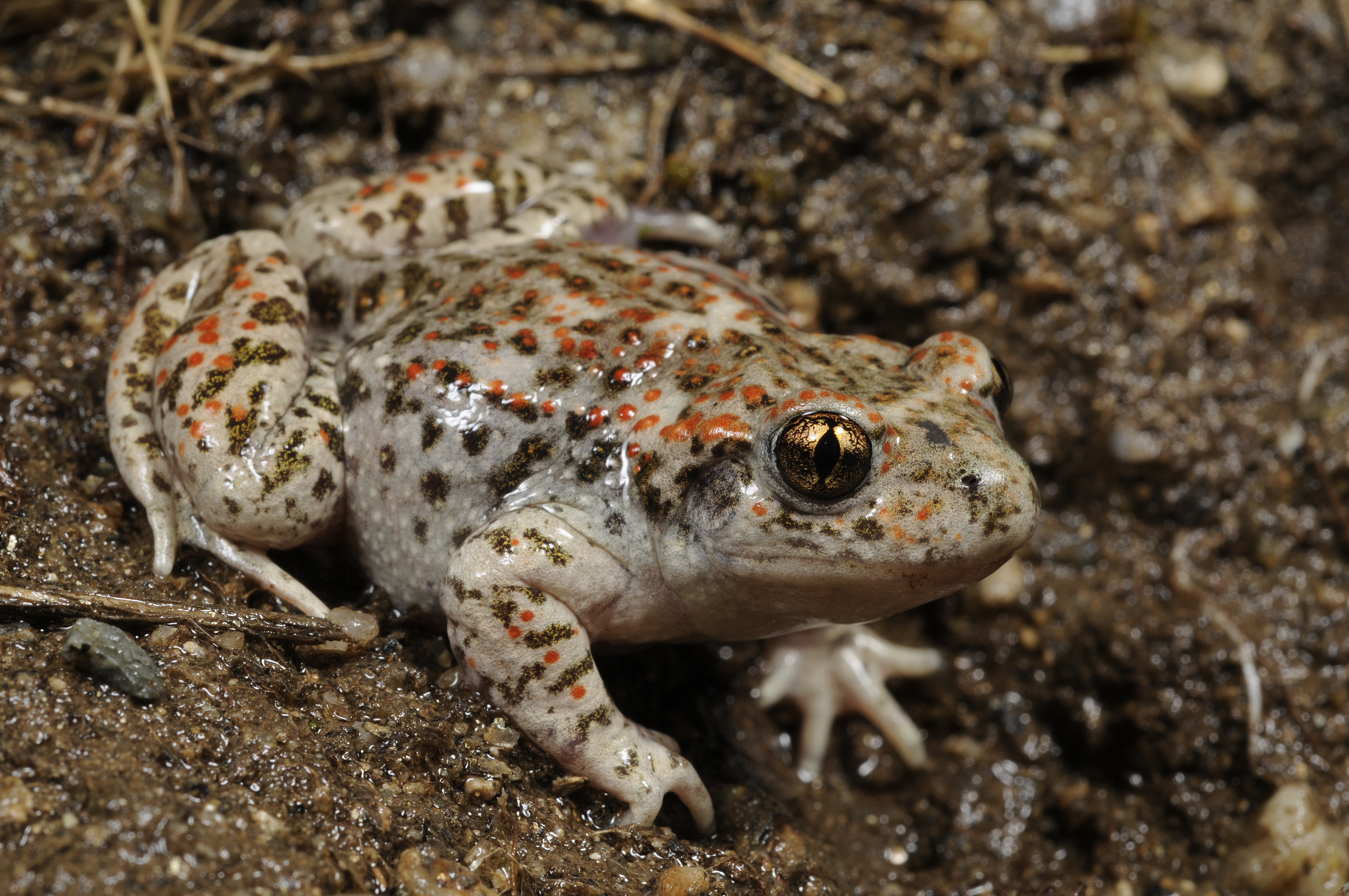
Alytes cisternasii

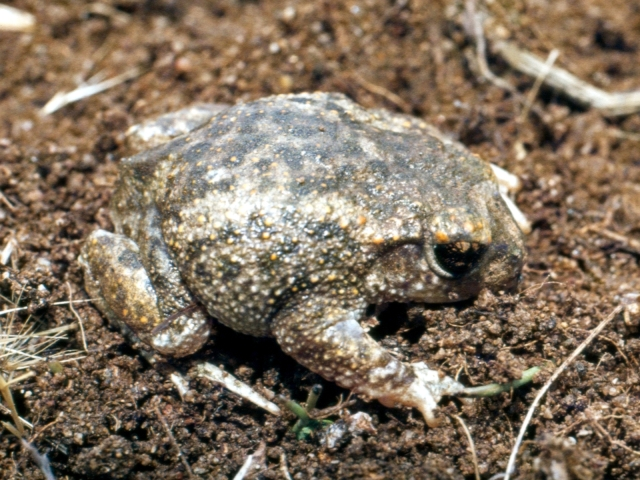
Alytes cisternasii

Alytes cisternasii mesure jusqu'à 36 mm pour les mâles et 42 mm pour les femelles. Sa coloration générale est brune, parsemée de taches sombres plus ou moins visibles. La peau est parsemée de verrues le plus souvent de couleur rouge. La face ventrale est uniformément blanchâtre.

## Éthologie
C'est le mâle qui transporte les œufs, enroulés sur ses pattes arrière, après la ponte. Il les maintient dans une relative humidité soit en prenant de petits bains soit en se déplaçant dans des zones humides. Il les conservera ainsi durant 100 à 140 jours (pour une température de 20 °C).

## Publication originale
- (es) Alytes cisternasii, descripción de un nuevo batracio de la fauna Española., Boscá, Anales de la Sociedad Española de Historia Natural, vol. 8, pp. 217-227, 1879 (texte intégral).